# Akiko Yada
Akiko Yada (jap. 矢田亜希子 Yada Akiko); ur. 23 grudnia 1978 w Takatsu-ku, Kawasaki) – japońska aktorka.
Zdobyła nagrodę dla najlepszej aktorki drugoplanowej na 6-tym, Nikkan Sports Drama Grand Prix w TV Dramie pt. Boku no ikiru michi.
Ma syna Liama (ur. 19.11.2007)

## Filmografia

### TV Drama
- Bokura no Yuuki Miman City 2017 (NTV 2017)
- Shikaku Tantei Higurashi Tabito (NTV 2017) (odc.2)
- Tokushu Hanzai-ka Hanashima Wataru (TV Asahi 2017)
- OUR HOUSE (Fuji TV, 2016) (odc.2-6)
- Specialist (TV Asahi 2016) (odc.3)
- 37.5 °C no namida (TBS 2015) (odc.3)
- Hanayome noren 4 (Tokai TV 2015)
- Isharyo bengoshi (NTV, YTV 2014) jako Kanae Kurasawa
- Howaito Rabo – Keishicho Tokubetsu Kagaku Sosahan (TBS 2014) (odc.5-) jako Sara Asahina
- Nazotoki wa Dinner no Ato de SP ~ Kazamatsuri Keibu no Jikenbo (Fuji TV 2013)
- Lady Joker (Wowow 2013) jako Takako Nozaki
- Nageki no Bijo (NHK 2013) jako Yukie Hamashima
- Iryu Sosa 3 (TV Asahi 2013) (odc.5) jako Michiyo Kujo
- Biblia Koshodou no Jiken Techou (Fuji TV 2013) (odc.9)
- Higashino Keigo Mysteries (Fuji TV 2012) (historia 11)
- Hungry! (Fuji TV 2012) (odc.10) jako Ayako Kanazawa
- Mokuyo Gekijyo Higashino Keigo Misuterizu (Fuji TV 2012) jako Yumiko Kanzaki
- Shima Shima (TBS 2011) jako Shio Houkigi
- CO Ishoku Coordinator (Wowow 2011) jako Yuri Kuramoto
- Tôbô bengoshi (Fuji TV 2010) jako Detektyw Ryoko Katsura
- FACE-MAKER (NTV, YTV 2010) (odc.8)
- Voice: Inochi Naki Mono no Koe (Fuji TV 2009) jako Reiko Natsuikawa
- Toppu kyasutâ (Fuji TV 2006) jako Asuka Nozomi
- Yume de Aimashou (TBS 2005) jako Kitahara Hatsumi
- Last Christmas (Fuji TV 2004) jako Aoi Yuki
- HOTMAN (TBS 2003-2004) jako Kaneko Misuzu
- Shiroi Kyoto (Fuji TV 2003) jako Azuma Saeko
- Yonimo Kimyona Monogatari Perfect Couple (Fuji TV 2003)
- Yonimo Kimyona Monogatari Yukiyama (Fuji TV 2003)
- Boku no Ikiru Michi (Fuji TV 2003) jako Akimoto Midori
- Koi no Chikara (Fuji TV 2002) jako Kuranochi Haruna
- My Little Chef (TBS 2002) jako Kamosawa Seri
- Yoisho no otoko (TBS 2002) jako Sugita Naomi
- Friends (kor.: 프렌즈, Peurenju) (TBS, MBC 2002) jako Yamagishi Yuko
- Koi wo Nannen Yasundemasu ka (TBS 2001) jako Horikawa Rika
- Watashi wo ryokan ni tsuretete (Fuji TV 2001) jako Eto Nagisa
- Yonimo Kimyona Monogatari Extra (Fuji TV 2001)
- Yamato Nadeshiko (Fuji TV 2000) jako Shiota Wakaba
- Saimin (TBS 2000)
- Rasen (TBS 1999) jako Takano Mai
- Good News (TBS 1999)
- Ringu: Saishuu-shô (Fuji TV 1999) jako Takano Mai
- Harmonia (NTV 1998)
- Sweet Season (TBS 1998) jako Fujitani Yuma
- Bokura no Yūki (NTV 1997) jako Suzuko
- Hitorigurashi (TBS 1996)
- Tsubasa wo Kudasai! (Fuji TV 1996)
- Chonan no Yome 2 ~ Jikka Tengoku (TBS 1995)
- Aishiteiru to Ittekure (TBS 1995) jako Sakaki Shiori

### Filmy
- Impossibility Defense (Funohan) (2018)
- Route 42 (2013)
- Keiji Narusawa - Tokyo tero shijosaiyaku no 24-jikan (jap. 刑事・鳴沢了 ～東京テロ、史上最悪の24時間～) (2010)
- Yonimo kimyouna monogatari SMAP no tokubetsu-hen (jap. 世にも奇妙な物語　ＳＭＡＰの特別編) (2001)
- Kurosufaiâ (2000) jako Junko Aoki
- Yo nimo kimyo na monogatari – Eiga no tokubetsuhen (2000) jako Misa Kihara (Segment)
- Tokimeki Memorial (1997) jako Harada, Natsumi